# Virginalness Bloom
Virginalness Bloom은 대한민국의 여자 가수 채연의 두 번째 정규 음반이다. 2005년 12월 23일 발매되었다. 뮤직비디오는 "다가와" 와 "둘이서"가 있고 공개되자마자 화제가 되었다. 또한 "둘이서"는 데뷔한지 처음으로 엠카운트다운에서 1위를 하게 된다. 또한 "둘이서"의 후렴구 부분에서 나나나 송으로도 유명하다.

## 수록곡
1. 둘이서
2. 지독한 외면
3. 다가와
4. 보고싶어
5. 믿어(Feat. D-Low)
6. 다 끝났어
7. 행복한 눈물
8. Dance All Night
9. 널 사랑할께
10. 사랑인가봐!
11. 추억만으로(Feat. D-Low)
12. 바보